# Avivoro

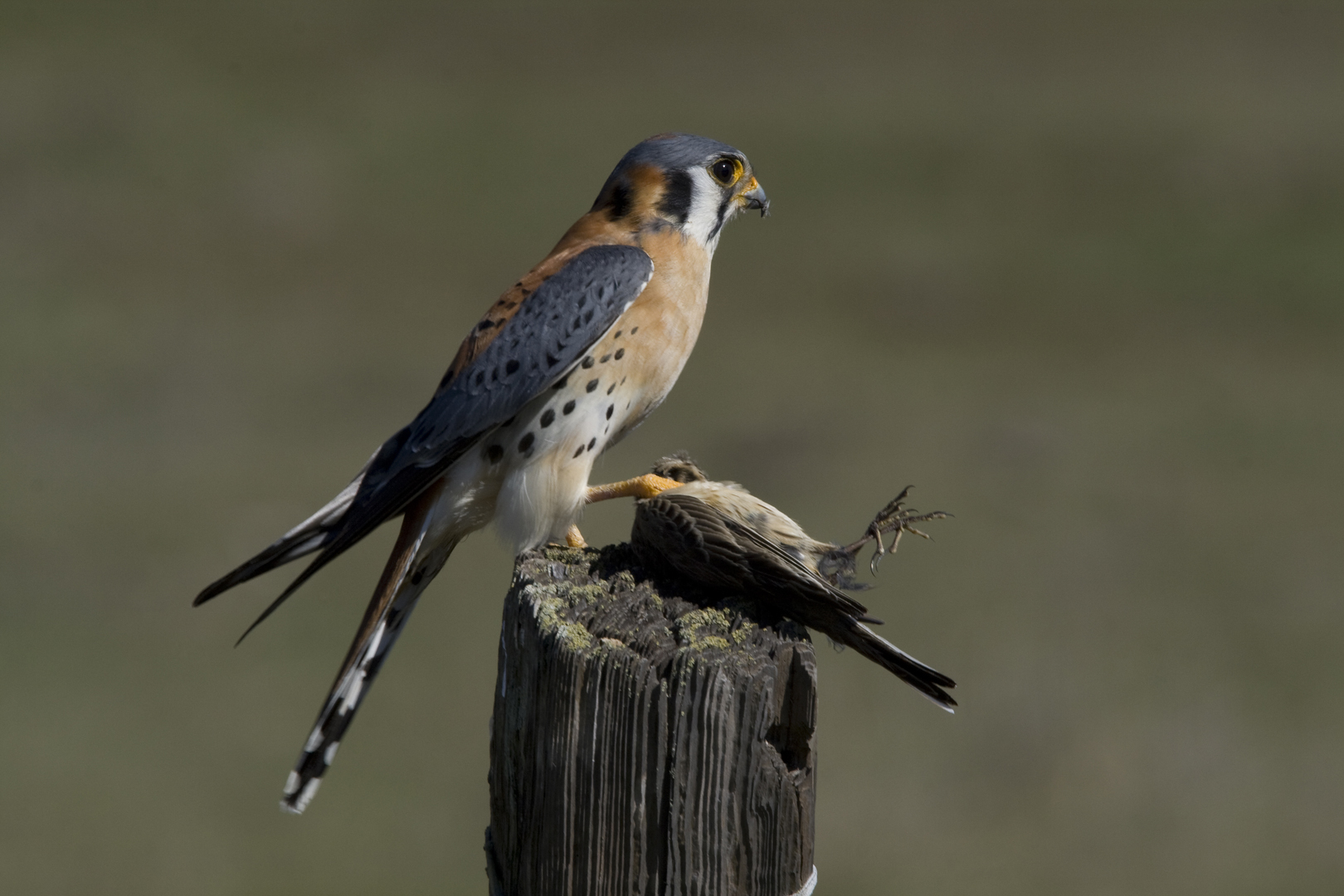
Un gheppio americano con la sua preda, un altro uccello

Un avivoro o ornitofago è un predatore specializzato di uccelli, i quali rappresentano gran parte della sua dieta. Tale caratteristica è riscontrata in animali appartenenti a diverse classi. 

## Uccelli
Tra gli uccelli avivori figurano molti rapaci, come per esempio gli appartenenti ai generi Falco e Accipiter. Una caratteristica ricorrente in questi uccelli la forma del cranio, particolarmente adatta ad afferrare e frantumare con il becco. I rapaci avivori tendono inoltre a presentare un maggiore dimorfismo sessuale rispetto agli altri rapaci, con femmine di dimensioni maggiori rispetto ai maschi.
Alcuni uccelli avivori, come lo shikra, lo sparviero besra, lo sparviero e lo sparviero striato catturano le loro prede piombando su di loro da alberi o cespugli, cogliendole di sorpresa. Il lanario caccia invece su terreni aperti, inseguendo orizzontalmente le sue prede. Il falco aplomado adopera sia imboscate che inseguimenti prolungati. Il falco pellegrino si getta in picchiata da altezze elevate su altri uccelli in volo, superando anche i 300 km/h.
In Nuova Zelanda, l'estinta aquila di Haast predava i grandi uccelli non volatori della regione, come i moa.

## Mammiferi
In alcuni biotopi gli uccelli sono alla base della dieta di diversi mammiferi carnivori. Alcuni esempi sono la foca leopardo, che si nutre principalmente di pinguini, la volpe artica, che vive in zone costiere ricche di colonie di urie, alche, gabbiani e altri uccelli marini e l'ermellino, contro il quale uccelli come il kiwi e il takahē sono impotenti. 
Il caracal e il servalo, entrambi felini di medie dimensioni, sono conosciuti per la loro capacità di compiere grandi balzi, abilità che sfruttano per catturare uccelli in volo. Il gatto, in assenza di altre prede, può talvolta diventare un avivoro specializzato.
La volpe rossa e i mustelidi del genere Martes sono noti per la loro predazione in eccesso di uccelli. Nel 1972 l'ecologista Loeske Kruuk ha osservato quattro volpi rosse uccidere 230 gabbiani comuni appartenenti a una singola colonia stanziata nella costa del Cumberland in una sola notte; tuttavia, solamente meno del 3% delle prede era stato anche solo parzialmente mangiato.
La nottola gigante è ritenuta capace di catturare piccoli uccelli migratori in volo nei cieli dell'Europa Meridionale.

## Rettili
I serpenti del genere Dasypeltis, comunemente noti come mangiatori di uova, si sono specializzati per mangiare le uova di uccello, ingoiandole intere e successivamente rompendone il guscio grazie a una protuberanza della loro spina dorsale.

## Anfibi
La rana Limnonectes megastomias si nutre di uccelli e insetti.